# Station Plouaret-Trégor
Station Plouaret-Trégor is het spoorwegstation van de Franse gemeente Plouaret. Het ligt aan de spoorlijn van Parijs naar Brest en er gaat van station Plouaret-Trégor een zijlijn naar Lannion. Plouaret ligt in het noorden van Bretange.
Het station wordt bediend door:
- De TGV op het traject Paris-Montparnasse - Brest
- Treinen van het netwerk TER Bretagne op de trajecten : Rennes -  Brest ; Lannion - Guingamp ; Lannion - Saint-Brieuc en Plouaret - Brest.